# Avshalom Feinberg
Avshalom Feinberg, judovski vohun, * 23. oktober 1889, Gedera, † 20. januar 1917. 
Bil je eden od voditeljev Nili, mreže judovskih vohunov v osmanski Palestini, ki so med prvo svetovno vojno pomagali Britancem v boju proti Osmanskemu cesarstvu.
Feinberg se je rodil v Gederi, Palestina, ki je bila takrat del Osmanskega cesarstva. Študiral je v Franciji. V domovino se je vrnil, da bi z Aaronom Aaronsohnom sodeloval pri raziskovalnem delu na agronomskem inštitutu v Atlitu. Kmalu po začetku vojne je Aaronsohn skupaj s svojo sestro Sarah Aaronsohn, Feinbergom in Josephom Lishanskym ustanovil ilegalno organizacijo Nili. Leta 1915 je Feinberg odpotoval v Egipt, kjer se je povezal z britansko obveščevalno službo. Leta 1917 se je ponovno odpravil v Egipt, tokrat peš. Feinberg in Jospeh Lishansky sta na poti padla v zasedo beduinov blizu El Arisha. Feinberg je padel. 
Njegova usoda je ostala neznanka vse do leta 1967. Ko je Izrael v šestdnevni vojni osvojil Sinaj, je ostareli beduin oficirju Izraelskih obrambnih sil pokazal kraj, ki so ga domačini poznali pod imenom kabir yehudi ('grob Juda'). Na tem mestu je rasel en samcat dateljevec. Pod njim so izkopali človeške ostanke in jih identificirali; šlo je za Avshaloma Feinberga. Drevo je pognalo iz datljeve koščice, ki je bila v žepu Feinbergovega suknjiča. Približno petdeset let po njegovi usmrtitvi na Sinaju so njegove kosti prepeljali na vojaško pokopališče na goro Herzl v Jeruzalemu. 
Leta 1979 so po njem poimenovali novo izraelsko naselje, Avshalom. Čeprav so ga v skladu s Campom David zapustili, so leta 1990 v Izraelu ustanovili nov kraj s tem imenom.